# Chaves (Portugal)
Chaves is een plaats en gemeente in het Portugese district Vila Real.
De gemeente heeft een totale oppervlakte van 591 km² en telde 44.186 inwoners in 2004.

## Geschiedenis
De plaats Aquae Flaviae was in de Romeinse tijd een belangrijke garnizoensstad. De stad is omstreeks 713 door Musa ibn Nusayr veroverd op de Visigoten. In 1160 werd Chaves door de Portugezen op de moslims van Al-Andalus veroverd.

## Bezienswaardigheden
- Romeinse brug (Brug van Trajanus) over de Tâmega.

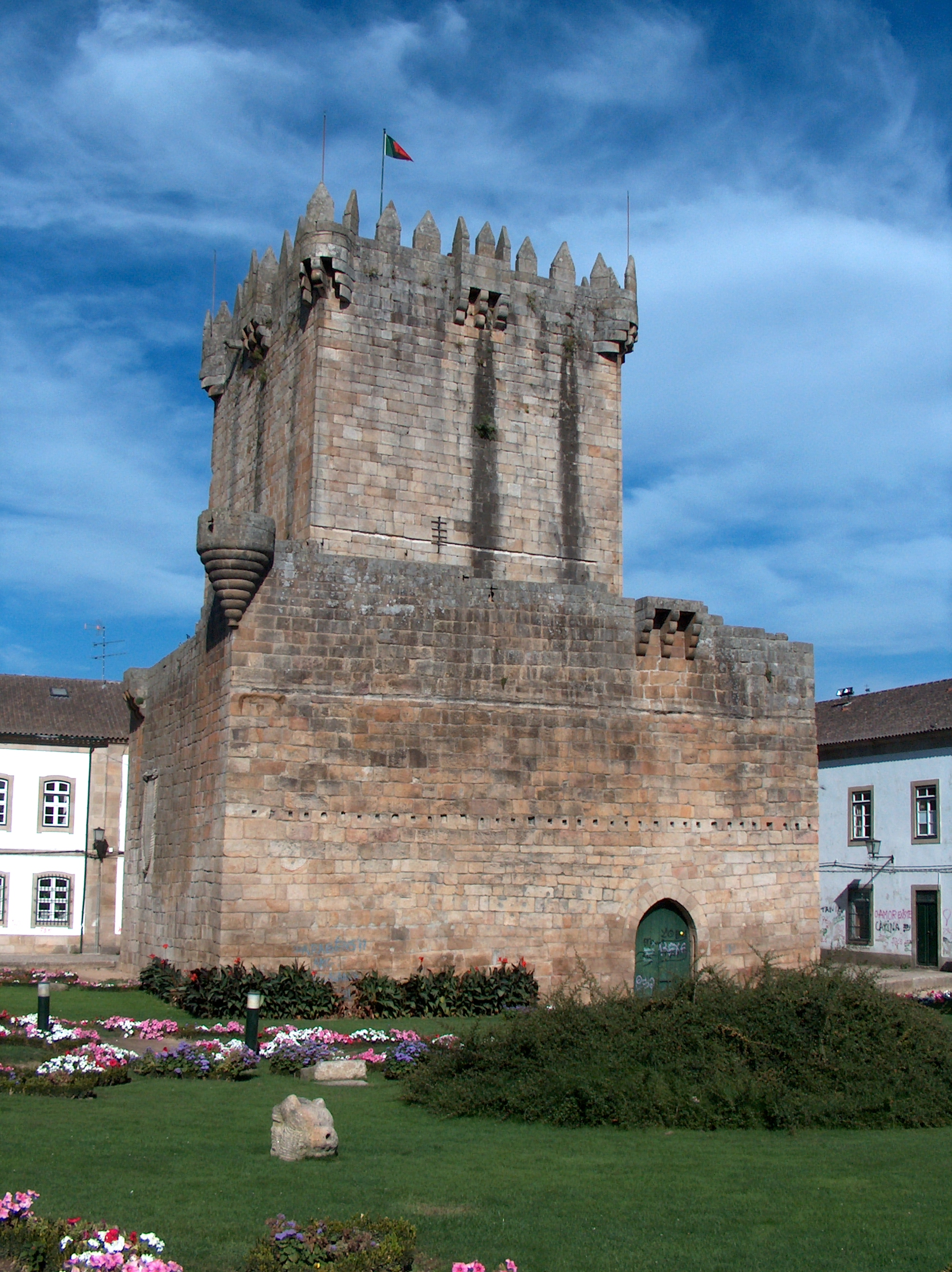
kasteel van Chaves

- Het kasteel van Chaves.

## Geboren
- Francisco da Costa Gomes (1914-2001), Portugees militair en politicus
- Fernando Pereira (1950-1985), Nederlandse freelance-fotograaf van Portugese afkomst
- Pedro Gonçalves (1998), voetballer

## Overleden
- Alfons I van Bragança (1377-1461), hertog van Bragança

## Etenswaren
Uit de streek komen verschillende etenswaren zoals een droog ingemaakte hamsoort, gemaakt van de achterpoten van witte varkens.

## Sport
De plaatselijke voetbalclub is Grupo Desportivo de Chaves, opgericht in 1949. In het seizoen 1987/88 streed de club om de UEFA Cup.

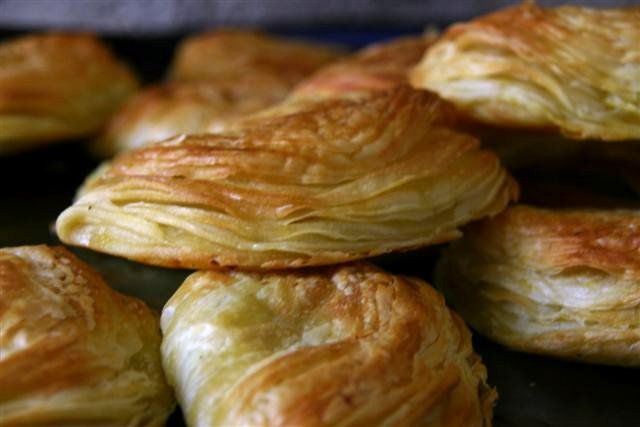
Pastel de Chaves
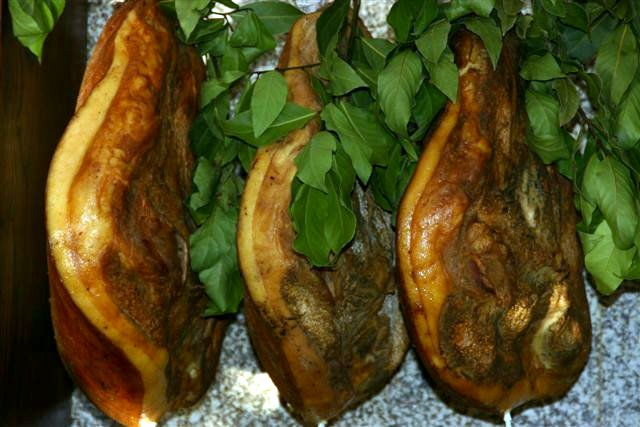
Presunto de Chaves
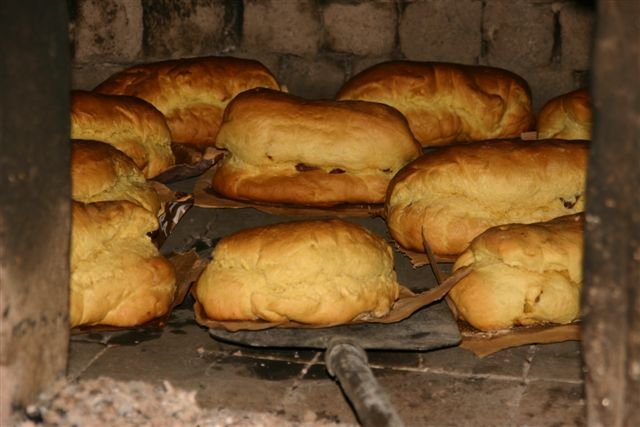
Folar de Chaves
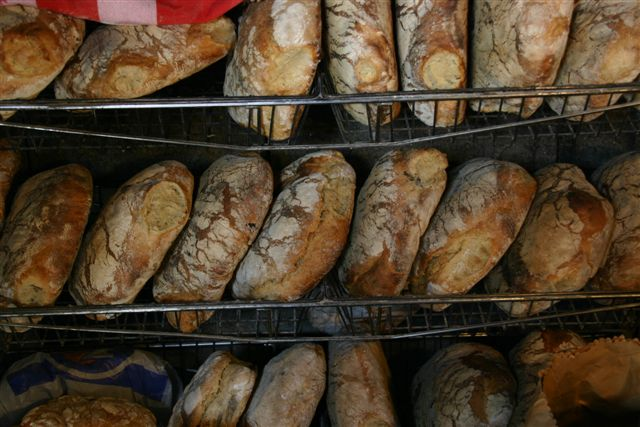
Pão de Chaves

## Plaatsen in de gemeente
| - Águas Frias - Anelhe - Arcossó - Bobadela - Bustelo - Calvão - Cela - Cimo de Vila da Castanheira - Curalha - Eiras - Ervededo - Faiões - Lama de Arcos - Loivos - Madalena (urbana) - Mairos - Moreiras | - Nogueira da Montanha - Oucidres - Oura - Outeiro Seco - Paradela - Póvoa de Agrações - Redondelo - Roriz - Samaiões - Sanfins - Sanjurge - Santa Cruz - Trindade - Santa Leocádia - Santa Maria Maior (urbana) - Santo António de Monforte - Santos Estêvão - São Julião de Montenegro | - São Pedro de Agostém - São Vicente - Seara Velha - Selhariz - Soutelinho da Raia - Soutelo - Travancas - Tronco - Vale de Anta - Vidago - Vila Verde da Raia - Vilar de Nantes - Vilarelho da Raia - Vilarinho das Paranheiras - Vilas Boas - Vilela Seca - Vilela do Tâmega |